# The Fortress (Antarktika)
The Fortress (englisch für Die Festung) ist ein 300 m hoch gelegenes Plateau aus  Sandstein der sogenannten Beacon Supergroup im ostantarktischen Viktorialand. Es ist unterteilt in vier Felsvorsprünge, die von steil abfallenden Kliffs begrenzt werden. Die Formation stellt nordöstlich des Webb-Gletschers die Wasserscheide zwischen diesem und dem Oberen Victoria-Gletscher dar und nimmt die westliche Hälfte der Cruzen Range ein.
Den deskriptiven Namen verliehen dem Plateau Teilnehmer einer von 1959 bis 1960 durchgeführten Kampagne im Rahmen der neuseeländischen Victoria University’s Antarctic Expeditions.